# La Estancia de Ixtapan
La Estancia de Ixtapan är en ort i kommunen Tejupilco i delstaten Mexiko i Mexiko. Samhället hade 424 invånare vid folkräkningen 2020.